# Chautipan
Chautipan är en ort i Mexiko.   Den ligger i kommunen Chilpancingo de los Bravo och delstaten Guerrero, i den södra delen av landet, 220 km söder om huvudstaden Mexico City. Chautipan ligger 1 785 meter över havet och antalet invånare är 425.
Terrängen runt Chautipan är kuperad västerut, men österut är den bergig. Runt Chautipan är det ganska tätbefolkat, med 120 invånare per kvadratkilometer. Närmaste större samhälle är Chichihualco, 18,1 km norr om Chautipan. I omgivningarna runt Chautipan växer huvudsakligen savannskog.